# Wilhelm von Blume (General)

Wilhelm Hermann von Blume

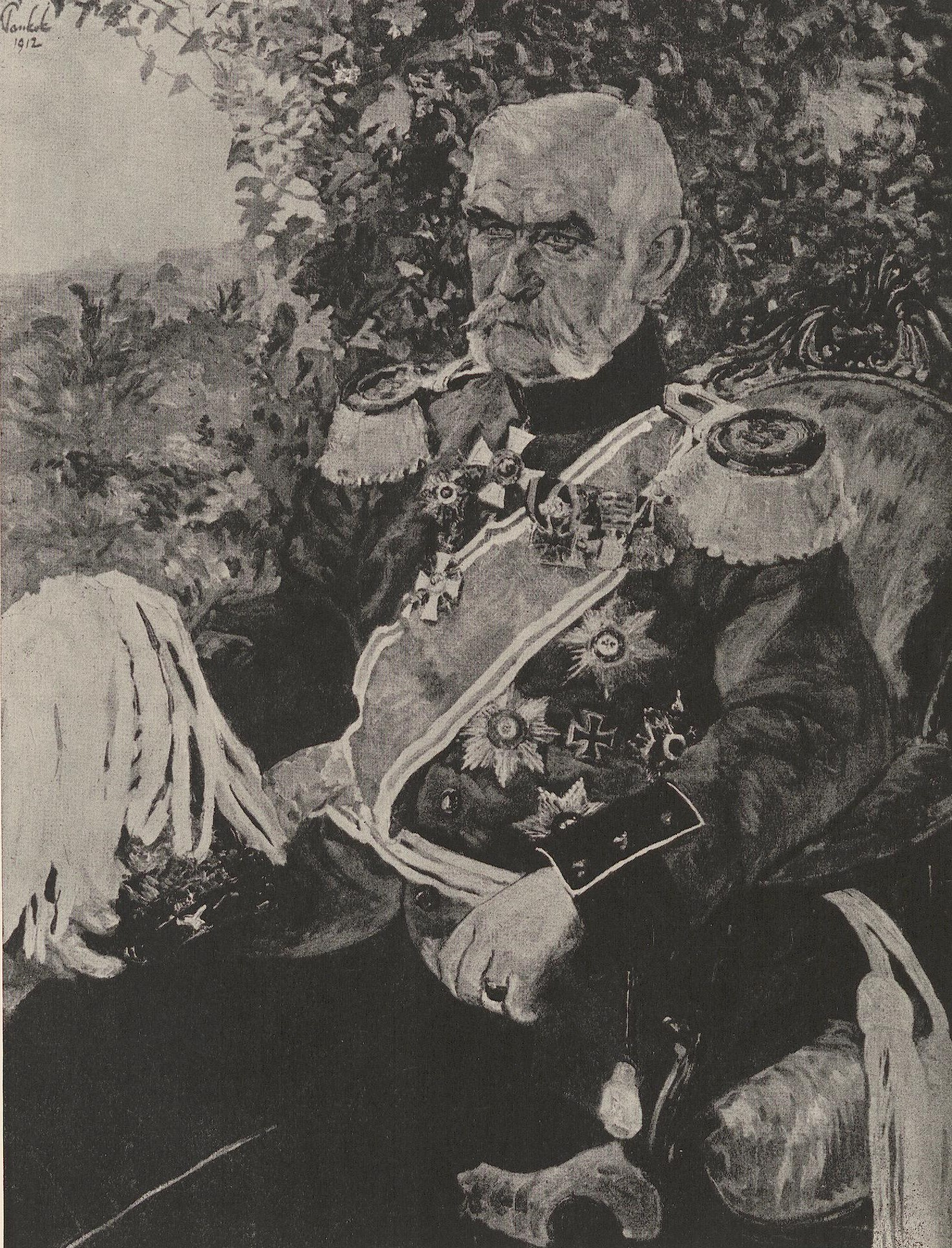
Bildnis General Wilhelm von Blume, von Bernhard Pankok (1912)

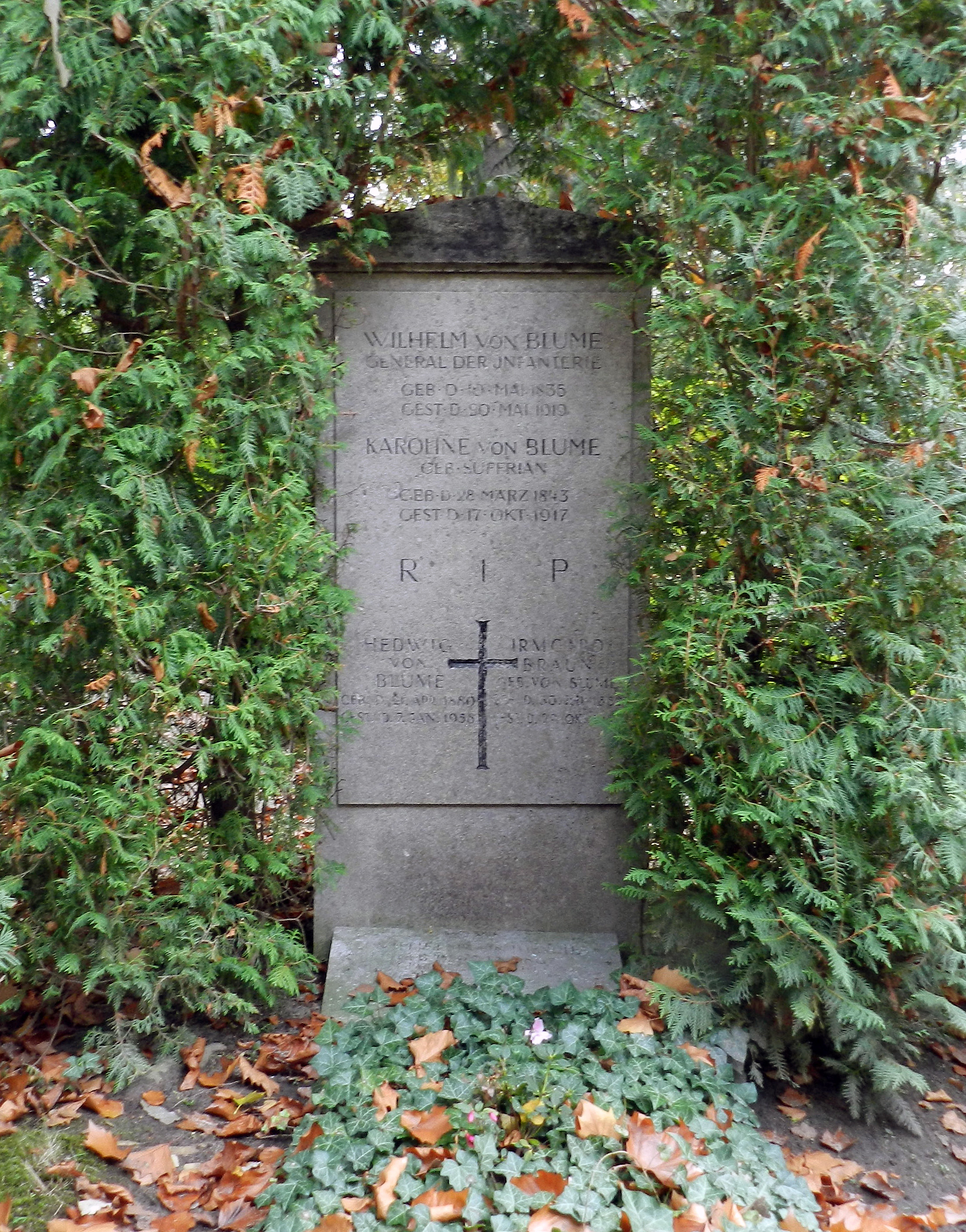
Grab auf dem Friedhof Nikolassee

Carl Wilhelm Hermann Blume, ab 1888 von Blume, (* 10. Mai 1835 in Potsdam; † 20. Mai 1919 in Nikolassee, Kreis Teltow) war ein preußischer General der Infanterie.

## Leben

### Herkunft
Er war ein Sohn des gleichnamigen Wilhelm Blume (1795–1869) und dessen Ehefrau Luise, geborene Luttig (1799–1880). Sein Vater war Domherr von Brandenburg und Gymnasialdirektor. Der spätere preußische Generalmajor Hermann von Blume (1824–1889) war sein älterer Bruder.

### Militärkarriere
Blume trat 1852 in die Preußische Armee ein und diente im 13. Infanterie-Regiment. 1854 wurde er Sekondeleutnant und 1861 zum Premierleutnant befördert. Im Jahr darauf wurde Blume Adjutant der 27. Infanterie-Brigade und 1865 als Hauptmann zum Kriegsminister Albrecht von Roon kommandiert, dem er als Adjutant diente. In dieser Eigenschaft machte er 1866 den Krieg gegen Österreich mit. Nachdem Blume 1868 eine Kompanie im 16. Infanterie-Regiment geführt hatte, trat er 1870 als Major in den Generalstab ein und machte im Großen Hauptquartier den Feldzug gegen Frankreich mit. Er nahm an den Schlachten bei Gravelotte, Beaumont, Sedan und Paris teil.
Nach dem Krieg kam er wieder in das Kriegsministerium als Abteilungschef und wurde zudem Lehrer für Kriegsgeschichte an der Kriegsakademie. 1879 wurde Blume zum Oberst befördert und übernahm als Kommandeur das Magdeburgischen Füsilier-Regiment Nr. 36. 1880 arbeitete er in der Eigenschaft des Vorsitzenden der Militärkommission bei den Verhandlungen auf dem Berliner Kongress mit, die die griechisch-türkische Grenzfrage regeln sollte. Hierzu wurde er 1881 nach Konstantinopel entsandt. 1883 ernannte man ihn zum Chef des Generalstabs beim IV. Armee-Korps und 1885 trat er nach der Beförderung zum Generalmajor erneut ins Kriegsministerium ein. Hier leitete er das Militär-Ökonomiedepartment.
Am 3. Mai 1888 wurde Blume gemeinsam mit seinem Bruder in den erblichen preußischen Adelstand erhoben. Im selben Jahr übernahm er das Allgemeine Kriegsdepartement und wirkte an den Arbeiten zur Heeresverstärkung mit. Im September 1888 wurde er Generalleutnant und im April 1889 Kommandeur der 8. Division. Im Oktober 1891 versetzte man ihn mit dem Rang und den Gebührnissen eines Kommandierenden Generals zu den Offizieren von der Armee. Nachdem er im April 1892 Kommandierender General des XV. Armee-Korps geworden war, nahm er 1896 seinen Abschied.
Blume war Chef des Infanterie-Regiments „Herwath von Bittenfeld“ (1. Westfälisches) Nr. 13, Inhaber des Großkreuzes des Roten Adlerordens mit Eichenlaub und des Kronenordens I. Klasse sowie weiterer hoher Orden und Ehrenzeichen.
Seine letzte Ruhe fand er auf dem Berliner Friedhof Nikolassee im Feld E.

### Familie
Blume verheiratete sich am 13. Mai 1866 in Münster mit Karoline Suffrian (1843–1917). Aus der Ehe gingen folgende Kinder hervor:
- Wilhelm Hermann Karl Viktor (1867–1927) ⚭ 24. Juni 1894 Elisabeth von Seebach (* 1870)
- Luise Friederike Julie (1868–1901)
- Ernst Louis Alfred (1869–1894), preußischer Leutnant a. D.
- Elfriede Marianne (* 1870) ⚭ 11. Juli 1901 Wilhelm Keller, preußischer Kammergerichtsrat
- Elisabeth Antonie (* 1872) ⚭ 20. April 1895 Fritz Weber, preußischer Stabsarzt a. D.
- Bertha (* 1874) ⚭ 4. September 1905 Walter von Baer, Bankbeamte[5]
- Elise Henriette Edda Hedwig (* 1877)[6]
- Wilhelm Hermann Walter (1878–1878)[7]
- Hedwig (1880–1958)[8]
- Irmgard (1882–1958) ⚭ 1931 Walter Braun, Kaufmann[9]

## Werke
- Die Armee und die Revolution in Frankreich von 1789 bis 1793. Brandenburg 1863.
- Die Operationen der deutschen Heere von der Schlacht von Sedan bis zum Ende des Krieges. Berlin 1871.
- Strategie. Berlin 1882.
- Selbsttätigkeit der Führer im Kriege. Berlin 1896; Digitale Bibliothek. Münchener Digitalisierungszentrum.
- Die Beschießung von Paris 1870/71 und die Ursachen ihrer Verzögerung. Berlin 1899.
- Die Grundlagen unserer Wehrkraft. Berlin 1899.